# أبو حجر الأسفل
أبو حجر الأسفل قرية تقع بين محافظتي صامطة ومحافظة أحد المسارحة في منطقة جازان جنوب غرب السعودية.

## نبذة
قرية أبو حجر الأسفل تقع إلى الشمال من وادي ليه ويحدها شرقاً قرية أبو حجر الأعلى ومن الغرب قائم العتنة، حيث أنها واحدة من ضمن القرى الواقعة في الطريق الذي يربط محافظتي صامطة وأحد المسارحة بمحافظة الحرث.